# Centro de interpretación de las Ciudades Medievales
El centro de interpretación de las Ciudades Medievales fue un espacio expositivo ubicado en la ciudad española de Zamora dedicado a difundir cómo eran las ciudades de Europa durante la Edad Media, con especial atención a la propia capital zamorana. Inaugurado el 17 de julio de 2008, el 13 de diciembre de 2021 cerró sus puertas de manera indefinida.

## Descripción

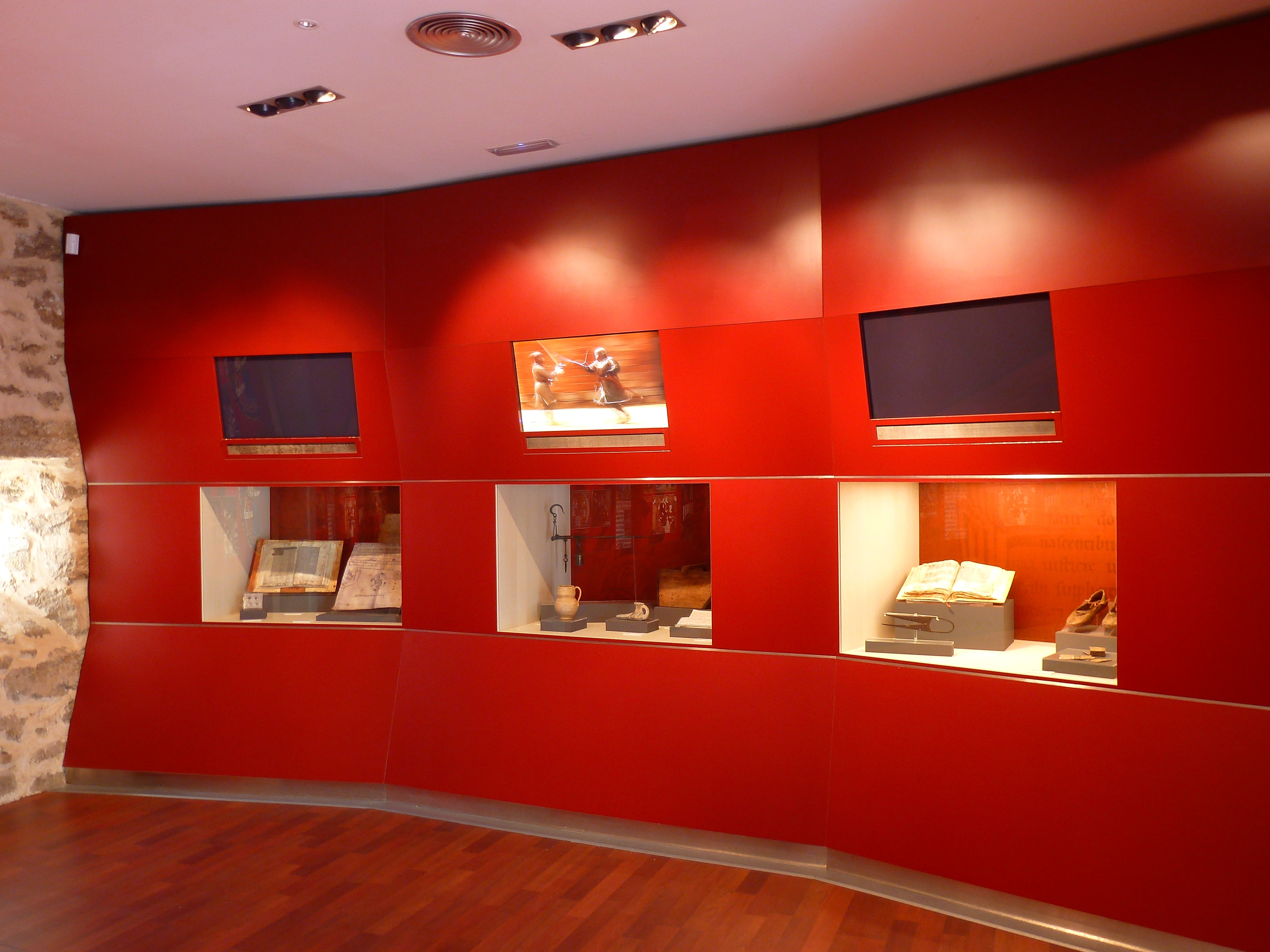
Una de las salas

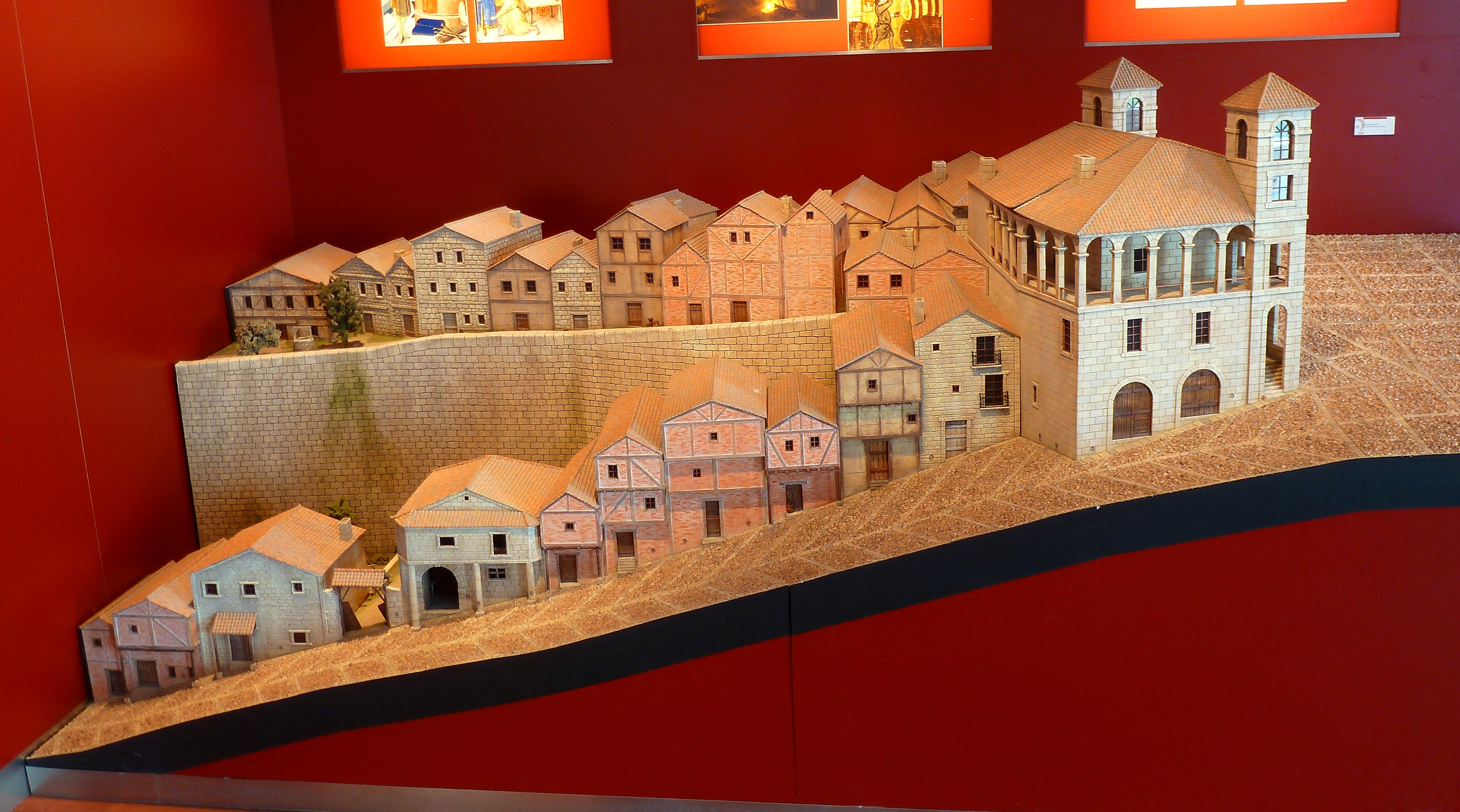
Maqueta que recrea el aspecto de la calle Balborraz en la Edad Media

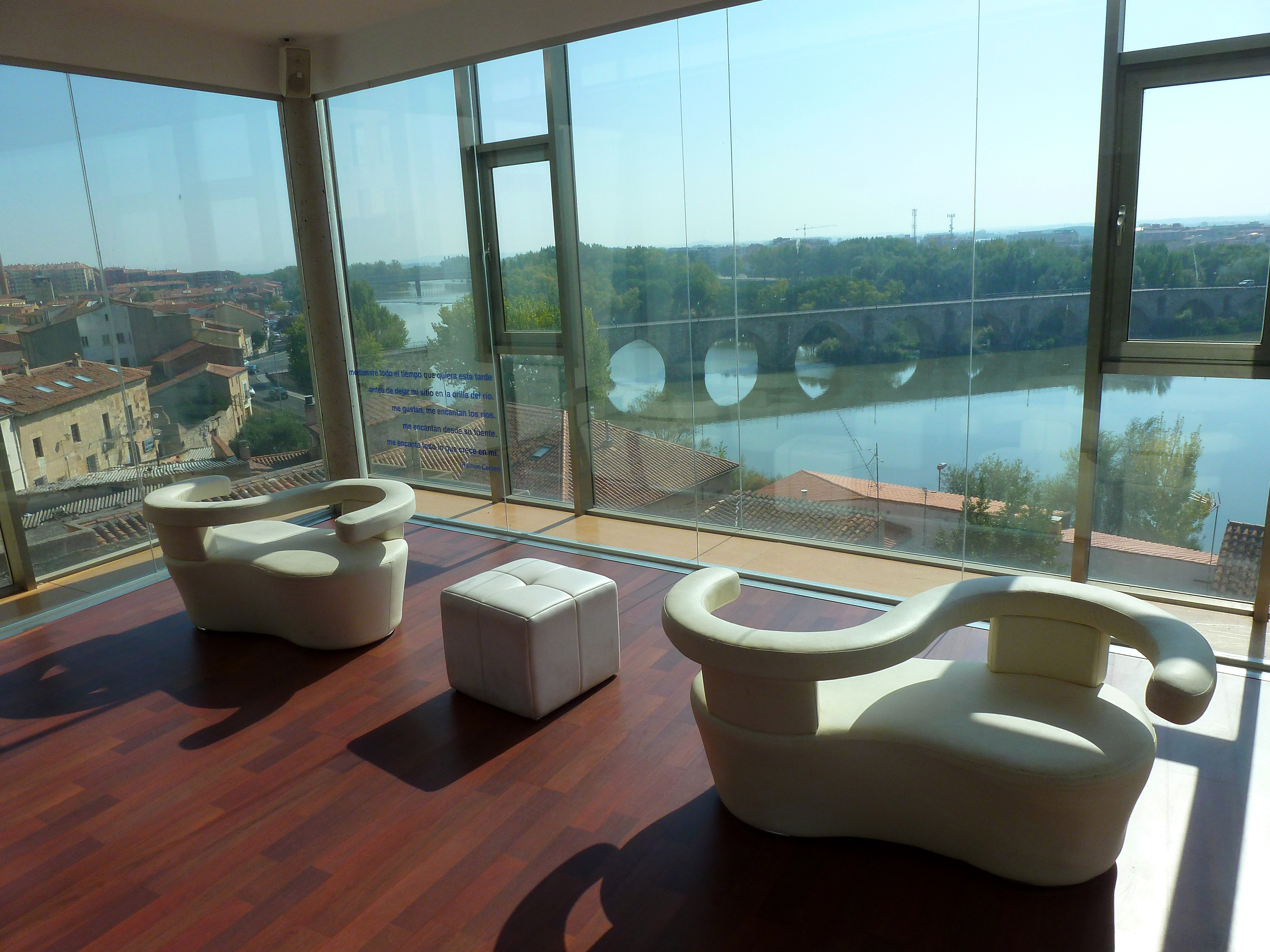
«Mirador zen», en el que el visitante puede sentarse a contemplar el Duero y parte del casco histórico escuchando música chill out

Estaba situado en un solar de la cuesta de Pizarro de 611 m², sobre el primer recinto amurallado de la ciudad, junto a los restos de la Puerta de San Pedro. El presupuesto de las obras de construcción del edificio, realizado según un proyecto del arquitecto Rafael Bérchez, fue de 1 145 000 €, mientras que en el equipamiento expositivo se invirtieron otros 411 000.
Fue inaugurado el 17 de julio de 2008. Contaba, además de con el ámbito principal, «Zamora y las ciudades medievales», con un «mirador zen» en la planta superior abierto al Duero y al casco histórico, así como con un pequeño espacio dedicado a acoger exposiciones temporales de arte contemporáneo, aunque este último, tras la muestra inaugural, dedicada al escultor benaventano José Luis Alonso Coomonte, no volvió a tener actividad alguna.